# Cleasby, North Yorkshire
Cleasby är en ort och civil parish i Storbritannien.   Den ligger i grevskapet North Yorkshire och riksdelen England, i den centrala delen av landet, 300 km norr om huvudstaden London. Cleasby ligger 44 meter över havet och antalet invånare är 208.
Terrängen runt Cleasby är platt. Runt Cleasby är det ganska glesbefolkat, med 42 invånare per kvadratkilometer. Närmaste större samhälle är Darlington, 4,3 km öster om Cleasby. Trakten runt Cleasby består till största delen av jordbruksmark.